# Apharetra purpurea
Apharetra purpurea là một loài bướm đêm trong họ Noctuidae.